# Ötlingen (Weil am Rhein)

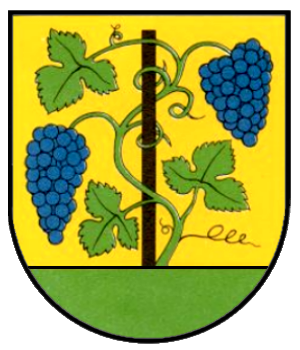
Wapen van Ötlingen

Ötlingen (Alemannisch:  Ötlige) is sinds 1971 een stadsdeel van Weil am Rhein.  Daarvoor was het een zelfstandig dorp.  Het stadsdeel telde in 1994 743 inwoners. 
Ötlingen  ligt aan de noordwestelijke kant van de Tüllingen, ten noordoosten van Haltingen en ten zuiden van Binzen. In het zuidwesten bevindt zich een groot wijnbouwgebied. 
Het wapen van Ötlingen is een zogenaamd sprekend wapen. 

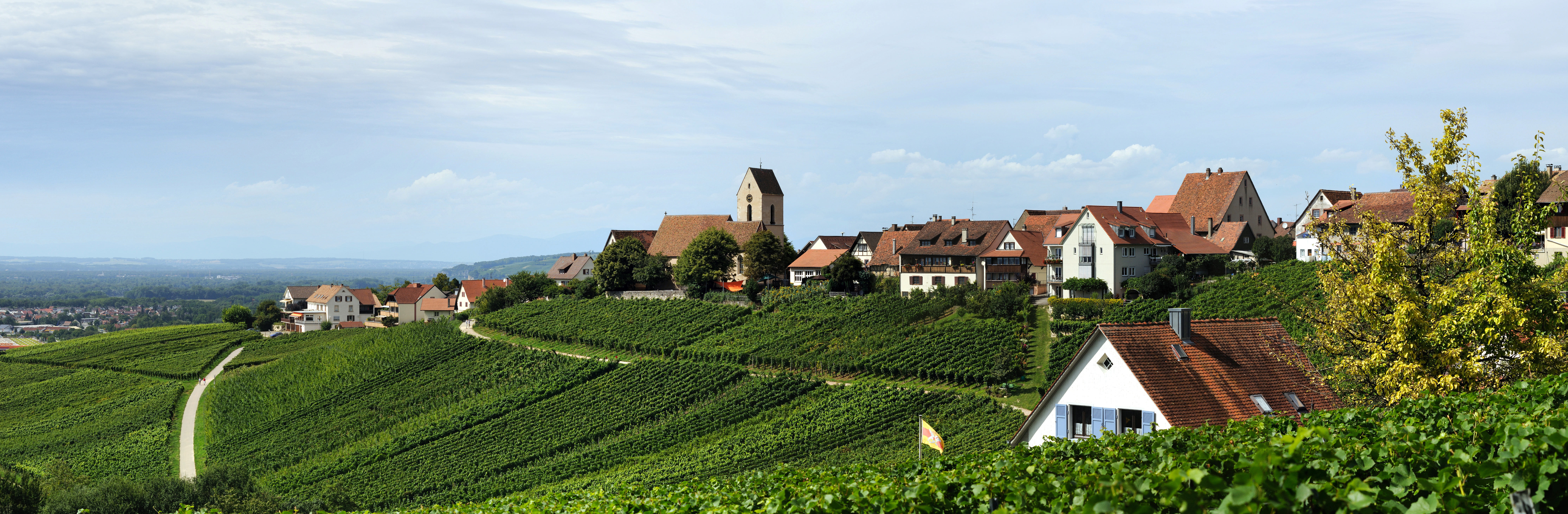
Uitzicht over Ötlingen